# Anthrax gestroi
Anthrax gestroi är en tvåvingeart som först beskrevs av Enrico Adelelmo Brunetti 1912.  Anthrax gestroi ingår i släktet Anthrax och familjen svävflugor. Inga underarter finns listade i Catalogue of Life.